# Gnathodolus bidens
Gnathodolus bidens es una especie de peces de la familia Anostomidae en el orden de los Characiformes, es la única especie del género Gnathodolus.

## Hábitat
Vive en zonas de clima tropical.

## Distribución geográfica
Se encuentran en Sudamérica: ríos Orinoco y Casiquiare en Venezuela.